# 加拿大君主
加拿大君主（英語：Monarchy of Canada）為加拿大國家元首，作为立憲君主是西敏制議會民主制度在加拿大的體現。現任君主是查爾斯三世，於2022年9月8日即位。
查尔斯三世现为14个英聯邦王國君主。加拿大從前是大英帝国殖民地，現為英聯邦王國之一。由於君主長期居住於英國，加拿大總督代表君主在加拿大履行禮儀職務，而各省督在各省代表君主。故君主本人極少參與加拿大政務，當中最重要的是按照加拿大總理所提名的人選任免總督。
儘管如此，加拿大君主仍會參與部分非公務活動，如為每位加拿大人瑞和每對鑽禧伴侶簽署賀卡。

## 历史沿革
加拿大原为英法两国殖民地，直至1867年北美法令通过才形成自治领。
首次有君主宣称对加拿大拥有主权的時間意見紛紜，大多数學者將此定為1497年，当时乔瓦尼·卡博托在北美的纽芬兰或新斯科舍登陆，并代表英格兰国王亨利七世声称對这片土地擁有主權。 然而另一些學者將此定為1535年，当时“加拿大”一词首次用于指代以法兰西国王弗朗索瓦一世之名建立的法属加拿大。自从英格蘭國王亨利七世首次對加拿大提出擁有主權以来，加拿大在英法两国殖民统治下不断发展，成为自治领以后更是加快了向独立的主权国家靠拢的步伐。
加拿大在1867年结为联邦时成为大英帝国自治領以来， 逐渐形成與英国、澳大利亚、新西蘭等國結為共主邦聯且各自內部保持獨立主權的君主制，最终由西敏法令得以正式确认。

## 正式頭銜

加拿大君主旗，只在加拿大君主出席活動時使用；由右上格順時針起代表蘇格蘭、法蘭西、加拿大、愛爾蘭、英格兰

英語版本如下：
法語版本如下：
中文翻譯如下：
查理斯三世，蒙上帝恩典，作為聯合王國、加拿大暨他所有的其他國土及領地國君、英聯邦元首及信仰保衞者。

## 君主配偶
加拿大君主的配偶並没有宪法规定的地位或权力，但仍是加拿大王室成员，君主妻子自动享有王后头衔。由于加拿大没有加拿大國璽下的法律或專利特許證文件来规定除君主以外的任何皇室成员的頭銜，因此在加拿大，皇室配偶使用他们在英国拥有的頭銜来称呼。依據1954年至1957年英联邦各國歷任總理的非正式會議決議，最終不授予前英國女王伊丽莎白二世的丈夫菲利普亲王「王夫」尊號。 
自联邦成立以来，有两位君主在没有配偶的情况下统治了加拿大：维多利亚女王，其丈夫阿尔伯特在联邦成立之前去世，爱德华八世退位以后才与辛普森夫人结婚。

## 历代加拿大君主
这里列举1867年自治领成立以来的加拿大君主。关于加拿大殖民地时代的宗主国君主，请参见法国君主列表（1535年—1763年）、英格蘭君主列表（1497年—1707年）、英国君主列表（1707年—1867年）。
| 加拿大君主                                                                                     | 画像                        | 徽章                        | 出生                                                                                        | 婚姻 | 逝世                             | 王位继承权                               | 来源                        |
| 汉诺威王朝（1867年—1901年）                                                                    | 汉诺威王朝（1867年—1901年） | 汉诺威王朝（1867年—1901年） | 汉诺威王朝（1867年—1901年）                                                                 | 汉诺威王朝（1867年—1901年）                                                                             | 汉诺威王朝（1867年—1901年）      | 汉诺威王朝（1867年—1901年）              | 汉诺威王朝（1867年—1901年） |
| ---------------------------------------------------------------------------------------------- | --------------------------- | --------------------------- | ------------------------------------------------------------------------------------------- | --- | -------------------------------- | ---------------------------------------- | --------------------------- |
| 维多利亚女王 亚历山德丽娜·维多利亚 1867年7月1日 – 1901年1月22日                                |                             |                             | 1819年5月24日 肯辛顿宫 肯特及斯特拉森公爵爱德华亲王与萨克森-科堡-萨尔费尔德维多利亚公主之女 | 萨克森-科堡-哥达的阿尔伯特 圣詹姆士宫 1840年2月10日 9名子女                                             | 1901年1月22日 奧斯本莊園 81岁    | 乔治三世之孙女，乔治四世与威廉四世之侄女 | [ 43 ]                      |
| 萨克森-科堡-哥达王朝（1901年—1917年）和溫莎王朝（1917年起）                                    |                             |                             |                                                                                             | |                                  |                                          |                             |
| 爱德华七世 阿尔伯特·爱德华 1901年1月22日 – 1910年5月6日                                        |                             |                             | 1841年11月9日 白金汉宫 维多利亚女王与萨克森-科堡-哥达的阿尔伯特亲王之子                     | 丹麥的亞歷山德拉 圣乔治礼拜堂 1863年3月10日 6名子女                                                     | 1910年5月6日 白金汉宫 68岁       | 维多利亚女王之子                         | [ 44 ]                      |
| 乔治五世 乔治·弗雷德里克·恩斯特·阿尔伯特 1910年5月6日 – 1936年1月20日                          |                             |                             | 1865年6月3日 马尔博罗宫 爱德华七世与丹麥的亞歷山德拉之子                                    | 特克的玛丽 聖詹姆士宮 1893年7月6日 6名子女                                                              | 1936年1月20日 桑德灵厄姆府 70岁  | 爱德华七世之子                           | [ 45 ]                      |
| 爱德华八世 爱德华·阿尔伯特·克里斯蒂安·乔治·安德鲁·帕特里克·大卫 1936年1月20日 – 1936年12月11日 |                             |                             | 1894年6月23日 白屋 乔治五世与特克的玛丽之子                                                 | 华里丝·沃菲尔德·辛普森 康代城堡 1937年6月3日 无子女                                                     | 1972年5月28日 塞纳河畔讷伊 77岁  | 乔治五世之长子                           | [ 46 ]                      |
| 乔治六世 阿尔伯特·弗雷德里克·亚瑟·乔治 1936年12月11日 – 1952年2月6日                           |                             |                             | 1895年12月14日 桑德灵厄姆府 乔治五世与特克的玛丽之子                                        | 伊丽莎白·鲍斯-莱昂 威斯敏斯特教堂 1923年4月26日 2名子女                                                 | 1952年2月6日 桑德灵厄姆府 56岁   | 乔治五世之次子，爱德华八世之二弟         | [ 47 ]                      |
| 伊丽莎白二世 伊丽莎白·亚历山德拉·玛丽 1952年2月6日 – 2022年9月8日                              |                             |                             | 1926年4月21日 梅費爾 乔治六世与伊丽莎白·鲍斯-莱昂之女                                       | 菲利普·蒙巴顿 威斯敏斯特教堂 1947年11月20日 4名子女                                                     | 2022年9月8日 巴尔莫勒尔城堡 96岁 | 乔治六世之女                             | [ 48 ]                      |
| 蒙巴頓-溫莎分支                                                                                |                             |                             |                                                                                             | |                                  |                                          |                             |
| 查爾斯三世 查理斯·菲臘·阿瑟·佐治 2022年9月8日 –                                                |                             |                             | 1948年11月14日 白金漢宮 爱丁堡公爵菲利普亲王与伊丽莎白二世之子                              | 威爾斯王妃戴安娜 聖保羅座堂 1981年7月29日至1996年8月28日 2名子女卡米拉王后 溫莎城堡 2005年4月9日 無子女 |                                  | 伊丽莎白二世之子                         | [ 49 ]                      |